# Junioreuropamästerskapet i ishockey 1995
Junioreuropamästerskapet i ishockey 1995 var 1995 års upplaga av turneringen.

## Grupp A
Spelades under perioden 10-16 april 1995 i Berlin i Tyskland. Finland blev femte nation av vinna turneringen. Tyskland svarade för en stor sensation genom att ta silver.

### Första omgången
grupp 1
| Lag            | Sverige | Finland | Schweiz | Vitryssland | gjorda mål/insläppta mål | poäng |
| -------------- | ------- | ------- | ------- | ----------- | ------------------------ | ----- |
| 1. Sverige     | —       | 3-2     | 4-3     | 10-3        | 17-08                    | 6     |
| 2. Finland     | 2-3     | —       | 6-1     | 7-2         | 15-06                    | 4     |
| 3. Schweiz     | 3-4     | 1-6     | —       | 4-1         | 08-11                    | 2     |
| 4. Vitryssland | 3-10    | 2-7     | 1-4     | —           | 06-21                    | 0     |

grupp 2
| Lag         | Tyskland | Ryssland | Tjeckien | Norge | gjorda mål/insläppta mål | poäng |
| ----------- | -------- | -------- | -------- | ----- | ------------------------ | ----- |
| 1. Tyskland | —        | 3-2      | 4-4      | 4-1   | 11-07                    | 5     |
| 2. Ryssland | 2-3      | —        | 4-3      | 6-1   | 12-07                    | 4     |
| 3. Tjeckien | 4-4      | 3-4      | —        | 16-0  | 23-08                    | 3     |
| 4. Norge    | 1-4      | 1-6      | 0-16     | —     | 02-26                    | 0     |

### Andra omgången
Slutspelsserien
| Lag         | Finland | Tyskland | Sverige | Ryssland | gjorda mål/insläppta mål | poäng |
| ----------- | ------- | -------- | ------- | -------- | ------------------------ | ----- |
| 1. Finland  | —       | 5-3      | (2-3)   | 4-2      | 11-08                    | 4     |
| 2. Tyskland | 3-5     | —        | 3-3     | (3-2)    | 09-10                    | 3     |
| 3. Sverige  | (3-2)   | 3-3      | —       | 2-6      | 08-11                    | 3     |
| 4. Ryssland | 2-4     | (2-3)    | 6-2     | —        | 10-09                    | 2     |

Nedflyttningsserien
| Lag            | Tjeckien | Schweiz | Vitryssland | Norge  | gjorda mål/insläppta mål | poäng |
| -------------- | -------- | ------- | ----------- | ------ | ------------------------ | ----- |
| 1. Tjeckien    | —        | 3-2     | 11-1        | (16-0) | 30-03                    | 6     |
| 2. Schweiz     | 2-3      | —       | (4-1)       | 4-2    | 10-06                    | 4     |
| 3. Vitryssland | 1-11     | (1-4)   | —           | 4-4    | 06-19                    | 1     |
| 4. Norge       | (0-16)   | 2-4     | 4-4         | —      | 06-24                    | 1     |

Norge nedflyttade till 1996 års B-grupp.

## Priser och utmärkelser
- Poängkung  Pavel Rosa, Tjeckien (11 poäng)
- Bästa målvakt: Kai Fischer, Tyskland
- Bästa försvarare: Jaako Niskavaara, Finland
- Bästa anfallare: Sergej Samsonov, Ryssland

## Grupp B
Spelades under perioden 25-31 mars 1995 i Senica och Skalica i Slovakien.

### Första omgången
grupp 1
| Lag          | Slovakien | Polen | Italien | Österrike | gjorda mål/insläppta mål | poäng |
| ------------ | --------- | ----- | ------- | --------- | ------------------------ | ----- |
| 1. Slovakien | —         | 9-1   | 7-0     | 10-1      | 26-02                    | 6     |
| 2. Polen     | 1-9       | —     | 9-1     | 7-5       | 17-15                    | 4     |
| 3. Italien   | 0-7       | 1-9   | —       | 5-3       | 06-19                    | 2     |
| 4. Österrike | 1-10      | 5-7   | 3-5     | —         | 09-22                    | 0     |

grupp 2
| Lag          | Danmark | Ungern | Frankrike | Rumänien | gjorda mål/insläppta mål | poäng |
| ------------ | ------- | ------ | --------- | -------- | ------------------------ | ----- |
| 1. Danmark   | —       | 7-4    | 6-1       | 9-3      | 22-08                    | 6     |
| 2. Ungern    | 4-7     | —      | 4-4       | 5-1      | 13-12                    | 3     |
| 3. Frankrike | 1-6     | 4-4    | —         | 3-1      | 08-11                    | 3     |
| 4. Rumänien  | 3-9     | 1-5    | 1-3       | —        | 05-17                    | 0     |

### Andra omgången
Uppflyttningskval
| Lag          | Slovakien | Polen | Danmark | Ungern | gjorda mål/insläppta mål | poäng |
| ------------ | --------- | ----- | ------- | ------ | ------------------------ | ----- |
| 1. Slovakien | —         | (9-1) | 13-1    | 19-0   | 41-02                    | 6     |
| 2. Polen     | (1-9)     | —     | 6-3     | 7-3    | 14-15                    | 4     |
| 3. Danmark   | 1-13      | 3-6   | —       | (7-4)  | 11-23                    | 2     |
| 4. Ungern    | 0-19      | 3-7   | (4-7)   | —      | 07-33                    | 0     |

Nedflyttningskval
| Lag          | Italien | Frankrike | Rumänien | Österrike | gjorda mål/insläppta mål | poäng |
| ------------ | ------- | --------- | -------- | --------- | ------------------------ | ----- |
| 1. Italien   | —       | 6-5       | 9-1      | (5-3)     | 20-09                    | 6     |
| 2. Frankrike | 5-6     | —         | (3-1)    | 6-2       | 14-09                    | 4     |
| 3. Rumänien  | 1-9     | (1-3)     | —        | 5-2       | 07-14                    | 2     |
| 4. Österrike | (3-5)   | 2-6       | 2-5      | —         | 07-16                    | 0     |

Slovakien uppflyttade till 1996 års A-grupp. Österrike nedflyttade till 1996 års C-grupp.

## Grupp C1
Spelades under perioden 24-30 mars 1995 i Kiev i Ukraina.
| Lag               | Ukraina | Lettland | Slovenien | Storbritannien | Estland | Spanien | gjorda mål/insläppta mål | poäng |
| ----------------- | ------- | -------- | --------- | -------------- | ------- | ------- | ------------------------ | ----- |
| 1. Ukraina        | —       | 5-2      | 3-4       | 8-3            | 19-2    | 16-1    | 51-12                    | 8     |
| 2. Lettland       | 2-5     | —        | 6-1       | 5-0            | 8-0     | 12-1    | 33-07                    | 8     |
| 3. Slovenien      | 4-3     | 1-6      | —         | 7-1            | 9-1     | 17-0    | 38-11                    | 8     |
| 4. Storbritannien | 3-8     | 0-5      | 1-7       | —              | 2-1     | 16-0    | 22-21                    | 4     |
| 5. Estland        | 2-19    | 0-8      | 1-9       | 1-2            | —       | 5-0     | 09-38                    | 2     |
| 6. Spanien        | 1-16    | 1-12     | 0-17      | 0-16           | 0-5     | —       | 02-66                    | 0     |

Ukraine uppflyttade till 1993 års B-grupp. Inget lag nedflyttat då C-gruppen inför 1996 års turnering utökades från sex till åtta lag.

## Grupp C2
Spelades under perioden 11-17 mars 1995 i Elektrėnai i Litauen.

### Första omgången
grupp 1
| Lag              | Nederländerna | Jugoslavien | Bulgarien | gjorda mål/insläppta mål | poäng |
| ---------------- | ------------- | ----------- | --------- | ------------------------ | ----- |
| 1. Nederländerna | —             | 6-4         | 7-2       | 13-06                    | 4     |
| 2. Jugoslavien   | 4-6           | —           | 6-3       | 10-09                    | 2     |
| 3. Bulgarien     | 2-7           | 3-6         | —         | 05-13                    | 0     |

grupp 2
| Lag         | Litauen | Kroatien | Israel | Turkiet | gjorda mål/insläppta mål | poäng |
| ----------- | ------- | -------- | ------ | ------- | ------------------------ | ----- |
| 1. Litauen  | —       | 4-3      | 14-2   | 39-0    | 57-05                    | 6     |
| 2. Kroatien | 3-4     | —        | 9-0    | 37-0    | 49-04                    | 4     |
| 3. Israel   | 2-14    | 0-9      | —      | 15-1    | 17-24                    | 2     |
| 4. Turkiet  | 0-39    | 0-37     | 1-15   | —       | 05-91                    | 0     |

### Andra omgången
Uppflyttningsserien
| Lag              | Litauen | Kroatien | Nederländerna | Jugoslavien | gjorda mål/insläppta mål | poäng |
| ---------------- | ------- | -------- | ------------- | ----------- | ------------------------ | ----- |
| 1. Litauen       | —       | (4-3)    | 4-2           | 8-3         | 16-08                    | 6     |
| 2. Kroatien      | (3-4)   | —        | 4-1           | 8-4         | 15-09                    | 4     |
| 3. Nederländerna | 2-4     | 1-4      | —             | (6-4)       | 09-12                    | 2     |
| 4. Jugoslavien   | 3-8     | 4-8      | (4-6)         | —           | 11-22                    | 0     |

Placeringsmatcher
| Lag          | Israel | Bulgarien | Turkiet | gjorda mål/insläppta mål | poäng |
| ------------ | ------ | --------- | ------- | ------------------------ | ----- |
| 1. Israel    | —      | 5-2       | (15-1)  | 20-03                    | 4     |
| 2. Bulgarien | 2-5    | —         | 20-2    | 22-07                    | 2     |
| 3. Turkiet   | (1-15) | 2-20      | —       | 03-35                    | 0     |

Litauen och Kroatien uppflyttade till 1996 års C-grupp. Övriga lag stannade kvar i den grupp som från 1996 kom att kallas D-gruppen 1996.

### Fotnoter
1. ↑  ”Championnat d'Europe 1995 des moins de 18 ans” (på franska). Hockeyarchives. 12 mars 1995. http://www.passionhockey.com/hockeyarchives/U-18_1995.htm. Läst 30 november 2014.